# Вільгельм Бетхе
Вільгельм Бетхе (нім. Wilhelm Betche; 24 жовтня 1879, Росток — 12 травня 1941, Росток) — німецький військовий інженер, контрадмірал крігсмаріне.

## Біографія
В 1899 році вступив у кайзерліхмаріне. Учасник Першої світової війни. Після демобілізації армії залишений в рейхсмаріне. 29 вересня 1932 року вийшов у відставку. З 1 вересня 1939 року — цивільний співробітник ( з 1 серпня 1940 року — офіцер до розпорядження) крігсмаріне, керівник навчання будівельників в морському управлінні Гамбурга.

## Нагороди
- Медаль «За вислугу років» (Пруссія) 3-го класу (9 років)
- Залізний хрест 2-го і 1-го класу
- Хрест «За військові заслуги» (Мекленбург-Шверін) 2-го класу
- Хрест «За вислугу років» (Пруссія)
- Почесний хрест ветерана війни з мечами